# K3 Kulturkanal
K3 Kulturkanal war ein privater regionaler Fernsehsender für die Vorderpfalz und Rheinhessen im Bundesland Rheinland-Pfalz mit Sitz in Mainz.

## Geschichte
Der Sendestart war 1984 im Rahmen des Kabelpilotprojektes in Ludwigshafen und der Vorderpfalz als Bürgerservice. Seit 1990 sendete man auch für Mainz und trug den Namen K3 Kulturkanal. Der als Verein organisierte Sender strahlte ein überwiegend kulturorientiertes Programm aus und sah sich selbst als ein Gegenpol zu den kommerziellen Sendern. Das Programm sollte ein anspruchsvolles und informatives Programm aus und für die Region sein. K3 sendete 3¼ Stunden Eigenprogramm am Tag und übernahm sonst das Programm von 9Live bzw. dessen Vorgänger TM3. Empfangbar war er über das Kabelnetz in der Vorderpfalz und in Rheinhessen, über Satellit (Eutelsat) und die "Mediathek" der Senderhomepage.
Am 16. November 2009 teilte die Landeszentrale für Medien und Kommunikation in Rheinland-Pfalz (LMK) mit, dass die noch bis zum 31. Mai 2010 laufende Sendelizenz für K3 nicht verlängert werde.
Zum 1. Juni 2010 übernahm der Sender gutenberg.tv die Sendelizenz und den Sendeplatz von K3 im Kabelnetz. Die Verbreitung von K3 via Satellit wurde bereits zum 1. Januar 2010 eingestellt.
Obwohl K3 kein Angebot mehr ausstrahlt, ist die Webseite mit der Mediathek noch in Betrieb. Sie wurde allerdings seit Einstellung des Sendebetriebs nicht mehr aktualisiert.

## Programmzeiten
K3 sendete täglich im Kabelnetz auf S17 von 17:00 Uhr bis 20:15 Uhr. Die restliche Zeit wurde auf der Frequenz 9live ausgestrahlt. Über Satellit (Eutelsat Atlantic Bird 2, 8° West, Transponder F2, 12545 MHz, horizontal, Symbolrate 3038, FEC 3/4) war K3 rund um die Uhr zu empfangen.